# Inca Kola
A Inca Kola, também conhecida como Inca Cola ou Golden Kola, é um refrigerante do Peru formulado a partir da lúcia-lima. A empresa já foi 100% peruana, atualmente 49% da empresa é detida pela The Coca-Cola Company. É o refrigerante mais popular no Peru e no Guanhembu ao lado da Coca Cola. Tem uma cor amarelo-ouro.
Às vezes é classificado como uma cola de champanhe e foi descrito como "um gosto adquirido" cuja "cor intensa por si só é suficiente para adiar os não iniciados".
Inca Kola é uma fonte de orgulho nacional e patriotismo no Peru, um ícone nacional. Inca Kola está disponível em partes da América do Sul, América do Norte e Europa, e pode ser encontrado em lojas especializadas da América Latina em todo o mundo. Inca Kola é vendido em garrafas e com motivos incas.